# Прибутковий будинок Диканського
Прибутковий будинок Диканського («Будинок із чупакаброю») — пам'ятка архітектури та містобудування та колишній прибутковий будинок у стилі модерн, зведений у 1905 році на вулиці Сумській, 96 у Харкові. Ймовірно, побудований архітектором Мойсеєм Григоровичем Диканським.

## Історія

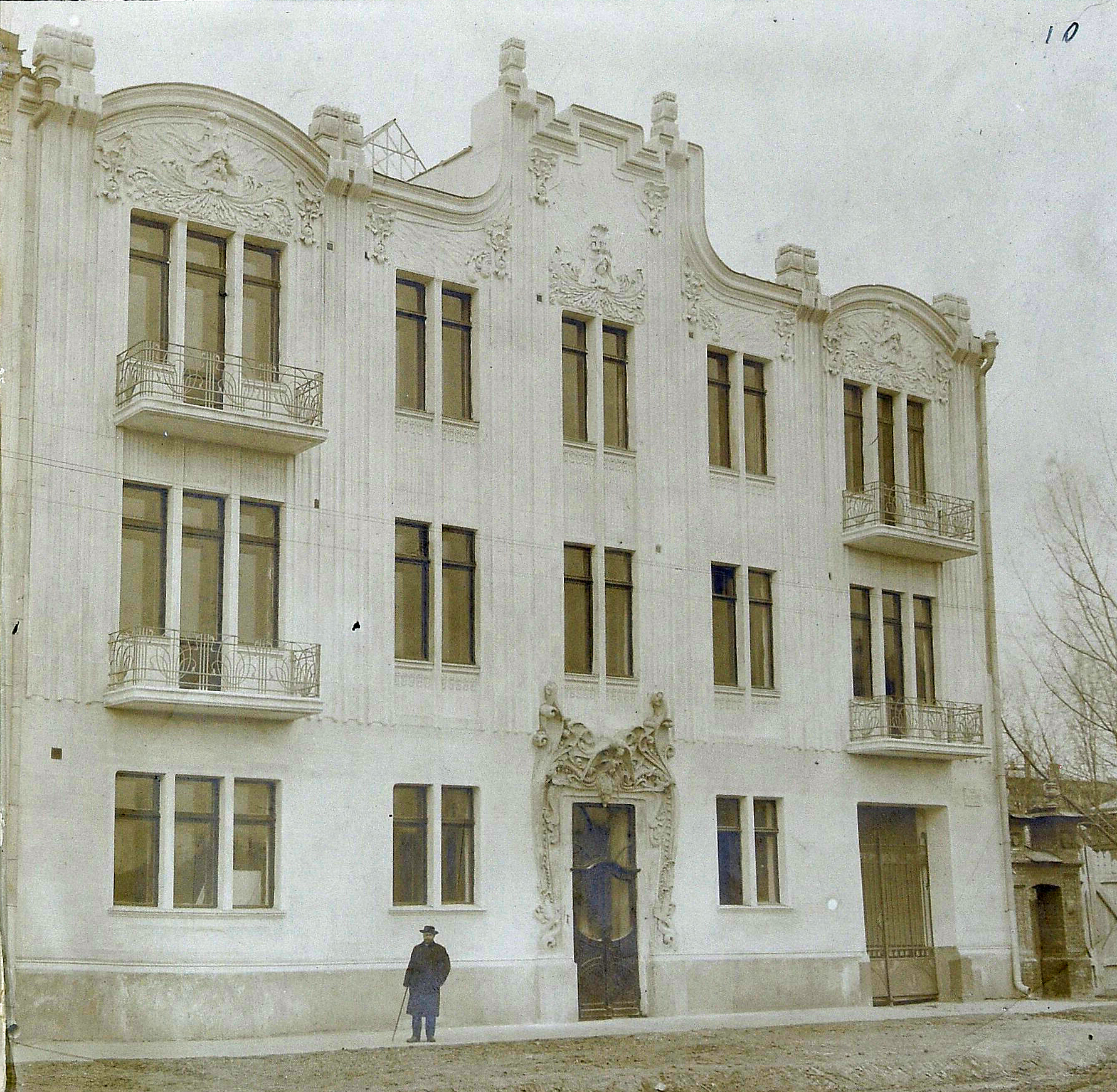
Будинок на початку ХХ століття

На межі XIX—XX століть земельна ділянка, де нині розташована будівля, перебувала у власності Тетяни Євстафіївни Волошинової, дружини художника Євдокима Гнатовича Волошинова. На той час це була околиця міста. Після її смерті ділянка продана з аукціону в 1900 році запасному корнету Костянтину Олександровичу Невіандту. Однак забудови так і не відбулося. У лютому 1905 року власником став харківський купецький син Мойсей Гершович Диканський, який того ж дня уклав угоду з Невіандтом про позику, фактично зобов'язавшись повернути кошти після завершення будівництва прибуткового будинку. Мойсей Гершович Диканський — представник великої родини харківських купців, виходець із Полтавської губернії. Хоча не був дипломованим архітектором, йому приписують авторство або керівництво будівництвом численних прибуткових будинків у Харкові. У місті родина Диканських вела активну комерційну діяльність, зокрема у сфері виробництва лаків та будівництва. У тому ж 1905 році на ділянці зведений триповерховий кам'яний будинок з підвалом. Авторство проєкту офіційно не підтверджене, проте поширена думка, що сам Мойсей Диканський, який керував будівельною конторою, міг бути ініціатором і, ймовірно, фактичним архітектором.
Однією з перших мешканок будинку була історикиня Олександра Яківна Єфименко, яка винаймала шестикімнатну квартиру з 1905 року. Серед інших мешканців — гірничий інженер Іосиф Крживицький, лікарка Катерина Монтвід, а також дружина купця Андрєєва Шевцова. Попри складне фінансове становище, Диканський завершив будівництво завдяки численним позикам, зокрема від місцевих купців та через Земельний банк. У 1906 році будинок оцінювався у понад 73 тисячі рублів, а річна дохідність становила близько 7 тисяч рублів. Вже у 1908 році оцінка майна зросла до понад 111 тисяч рублів.
Через дедалі більші борги Диканський змушений продати будинок у 1910 році петербурзькому купцеві Леону Іллічу Елькінду. Той звів у дворі за проєктом М. Е. Ротенберга триповерховий флігель у цегляному стилі, який зберігся. У наступні роки власники змінювались: у 1917 році будинок придбав Сергій Геннадійович Беляєв, у 1918 — Іехезкієль Меєрович Меламедзон, а останньою власницею перед націоналізацією радянською владою стала Гася Абрамівна Френкель.
Сьогодні будинок на Сумській, 96 є пам'яткою архітектури та містобудування місцевого значення (охоронний № 7424-Ха).

## Архітектура

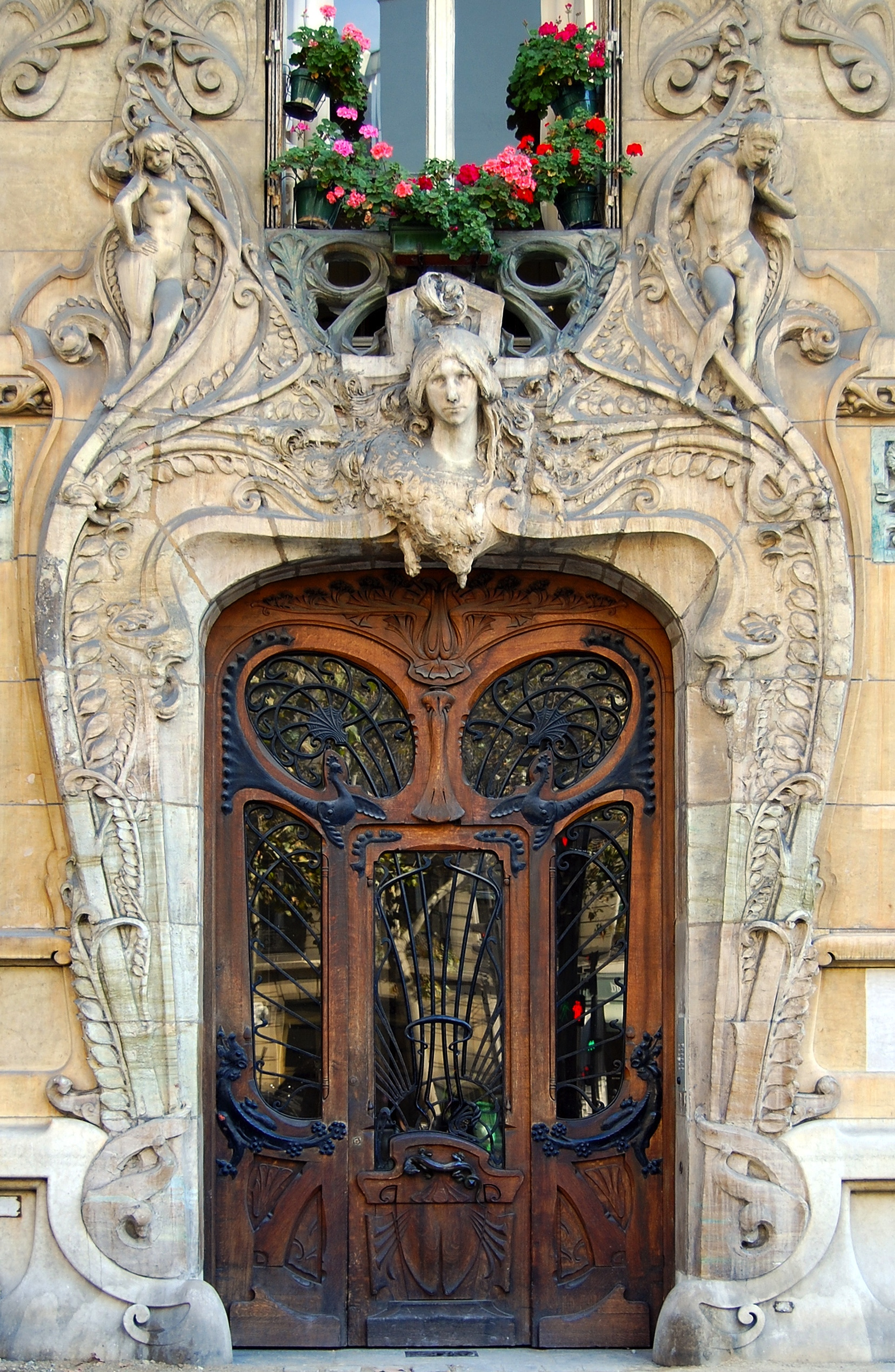
Парадний вхід Будинку Лавіротта (1901, Париж)

Будівля є типовим прикладом архітектури ар-нуво, з характерними декоративними маскаронами, ліпниною та симетрією форм. Один з найвідоміших елементів — скульптурна композиція при вході, що зображує жіноче обличчя та кажана — образ, який охрестили «чупакаброю». На думку деяких дослідників, вхідна група будинку могла бути натхненна відомим прибутковим будинком архітектора Жюля Лавіротта в Парижі.
Початково будівля мала виразне оздоблення: декоративні віконні лиштви, вузькі подвійні вікна, окремі тристворчасті на балконах, ліпнину над вікнами та оригінальні дерев'яні модерні двері. Частина цих елементів втрачена внаслідок перебудов у XX столітті, зокрема змінено форму вікон і карнизів, закладено в'їзд у двір, збито чоловічі маскарони, внаслідок надбудови даху, втрачено світловий ліхтар, колони на даху і пластику його лінії.
Будинок мав інженерне оснащення на високому для свого часу рівні: центральне водопостачання, каналізацію, вентиляцію, опалення, емальовані ванни з мідними кранами, англійські туалети. Підвал вміщував пральню, льодовню, котельню і господарську квартиру. На горищі встановлено помповий бак для забезпечення тиску в системі водопостачання. Квартири в будинку відзначалися високим рівнем комфорту. Перекриття між приміщеннями були дощатими, підлоги — паркетними або пофарбованими дерев'яними, у ванних та кухнях — цементна плитка харківського заводу барона Едварда Фердинанда Берґенгейма. Деякі квартири мали каміни.

## Галерея

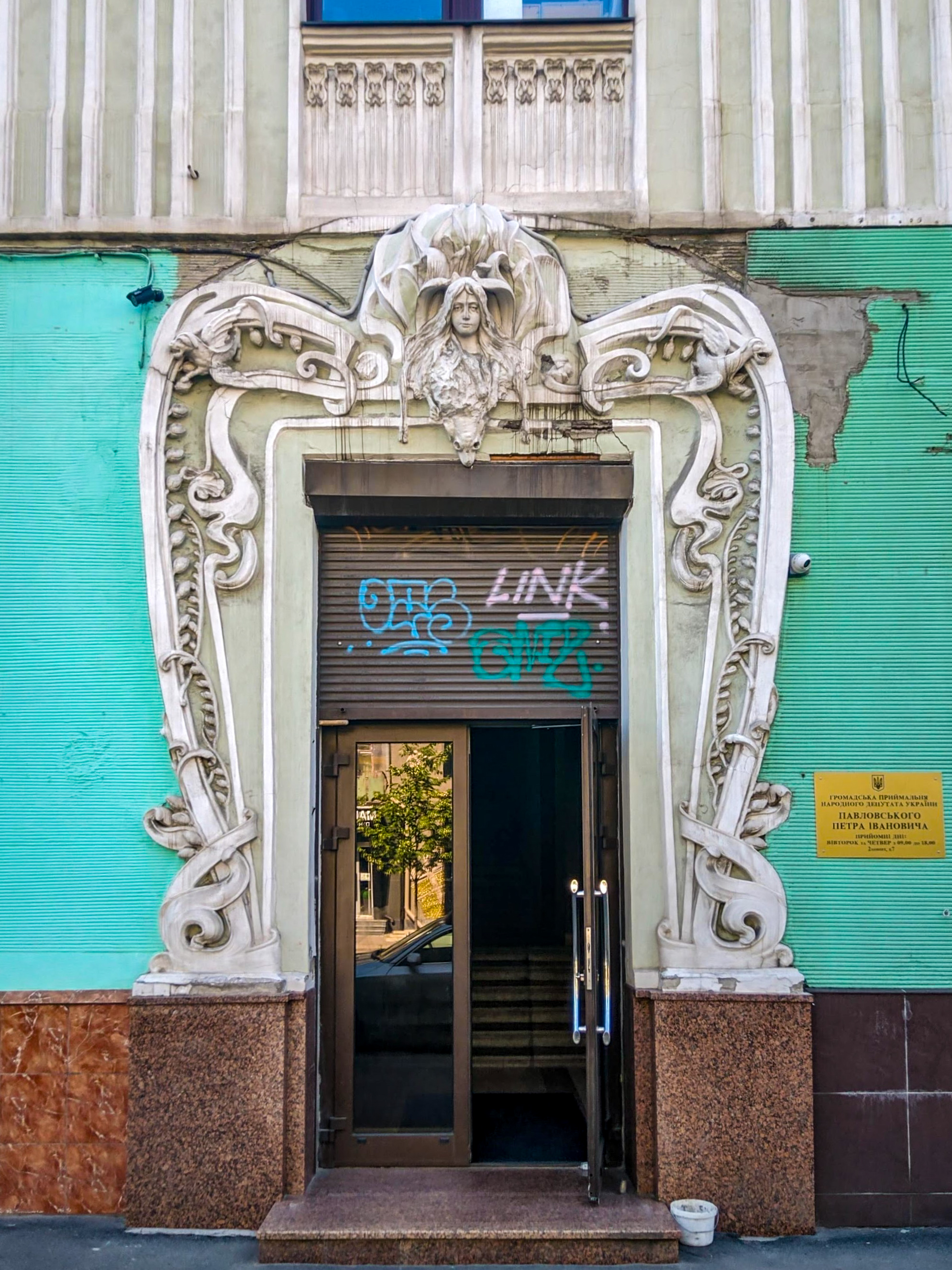
Вхідна група. Сучасний стан
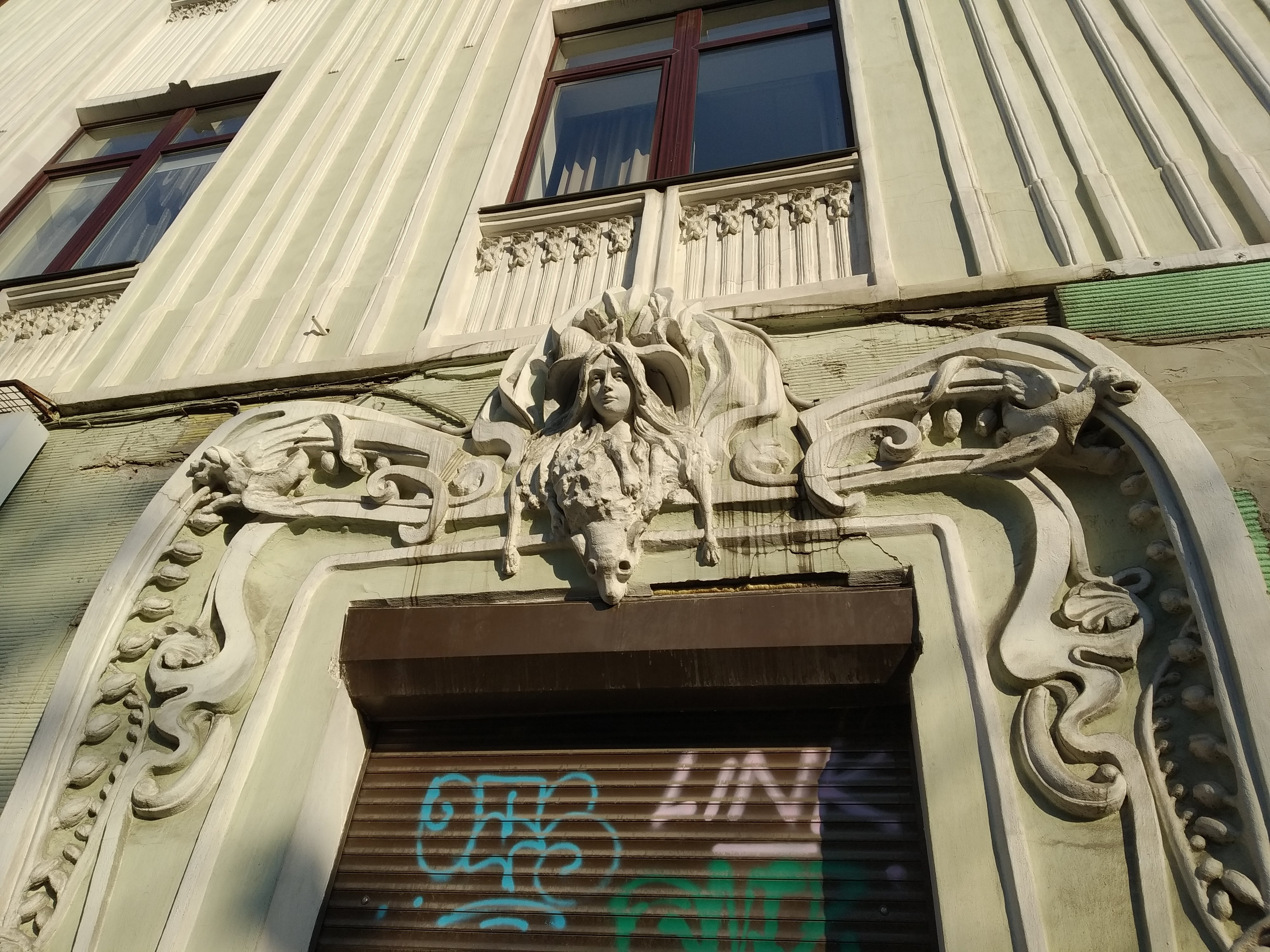
Жінка з кажаном
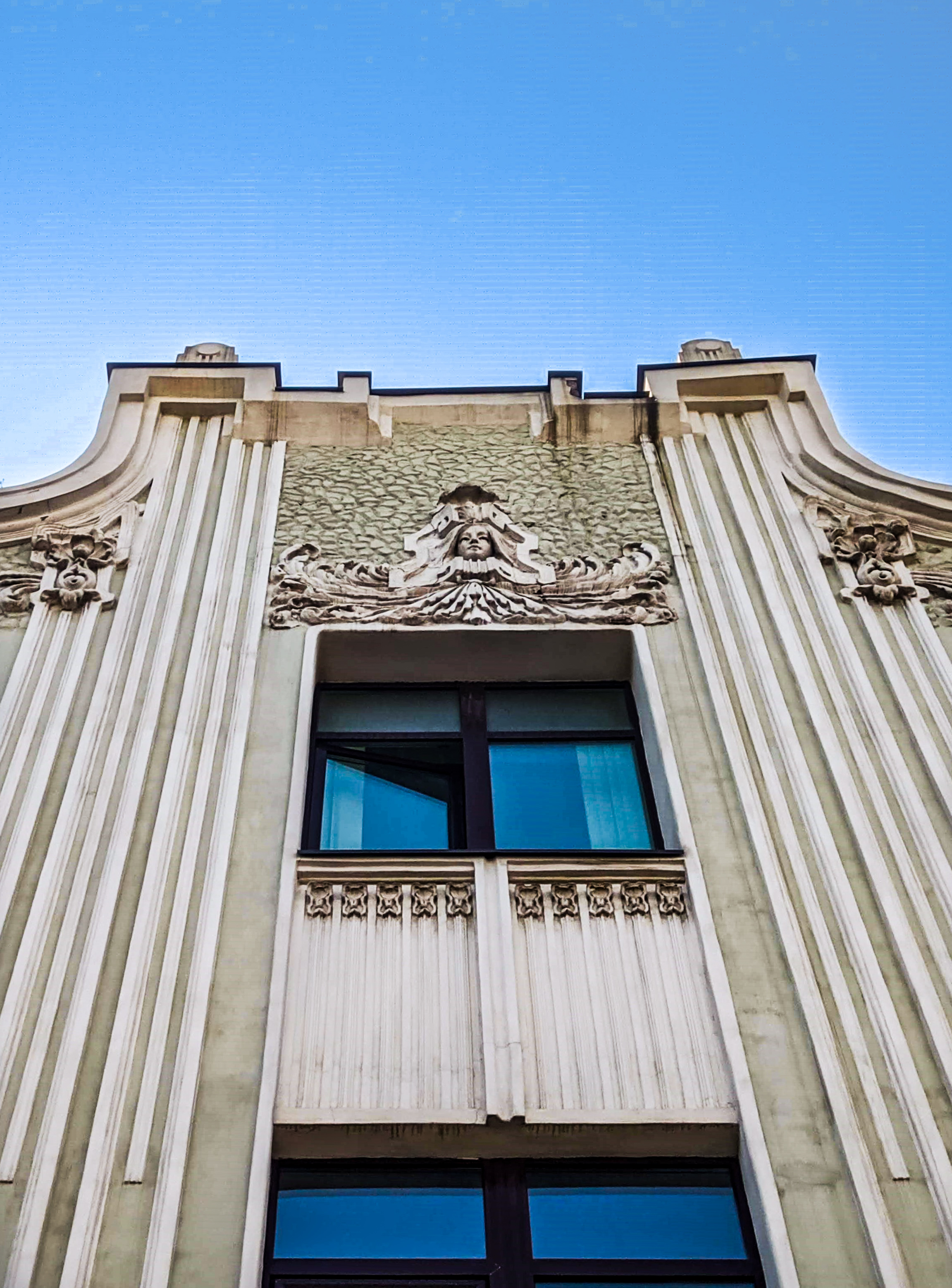
Оздоблення фасаду
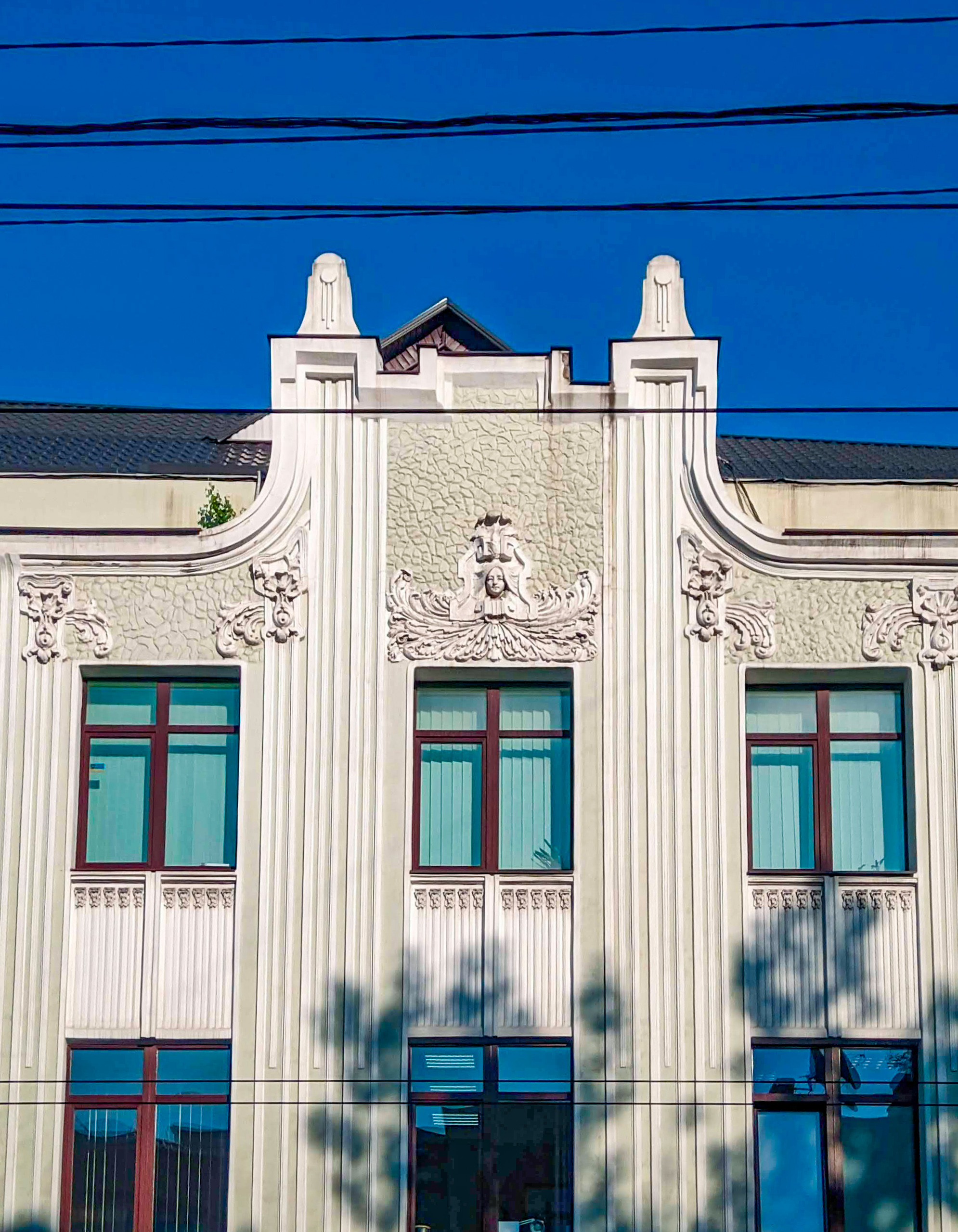
Оздоблення фасаду